# Estrella de mar de set braços
L'estrella de mar de set braços (Luidia ciliaris) és una espècie d'equinoderm asteroïdeu de l'ordre dels paxil·lòsides. Es troba a l'Atlàntic nororiental i a la Mediterrània, incloent-hi Catalunya.

## Característiques
Luidia ciliaris és un color marró ataronjat i té set braços llargs que irradien des d'un disc petit. És una estrella marina gran però fràgil, que assoleix uns 40 cm de diàmetre i perd fàcilment els braços (que després es regeneraran). Els braços tenen costats paral·lels i s'aprimen a prop de la punta. Tenen un clar marge d'espines blanques al llarg dels marges. La superfície superior està revestida de paxil·les, espines de forma columnar amb la part superior plena de petites espínules. També hi ha papil·les molt lobulades i semblants al mugró. No hi ha plaques marginals a la part superior dels braços, però les de la part inferior porten pedicel·laris amb dues vàlvules. Els peus ambulacrals són llargs i nombrosos amb dos jocs de vesícules terminals. Les gònades estan ordenades en dues files al llarg de tota la longitud dels braços. La boca està al centre de la part inferior, que es continua en un esòfag i un estómac cardíac, però no hi ha intestí, estómac pilòric ni anus.

## Distribució i hàbitat
L'estrella de mar de set braços es distribueix al fons marí de l'oceà Atlàntic oriental des de Noruega i les illes Fèroe cap al sud fins a Cap Verd i les Açores i a la mar Mediterrània. Es troba a la zona nerítica fins uns 400 metres de profunditat, principalment en sediments tous en els quals a vegades s'arrossega, però a també en les roques.

## Història natural
L. ciliaris és depredador i carronyaire i s'alimenta sobretot d'altres equinoderms. Un estudi del mar d'Irlanda va posar de manifest que les ofiures Ophiothrix fragilis i Ophiura albida, i l'eriçó Psammechinus miliaris, eren les seves principals preses. També consumia Ophiocomina nigra, però en menor quantitat perquè tenia estratègies de fugida més eficients.
L'estrella de mar de set braços cria a principis d'estiu. Cada femella allibera milions d'ous a la columna d'aigua i això estimula l'alliberament d'espermatozoides per part dels mascles. Aproximadament quatre dies després de la fecundació, els zigots es converteixen en larva bipinnària que formen part del plàncton. Després de diverses mudes, es poden veure set braços desenvolupant-se. La larva assoleix una longitud de 35 mm en tres o quatre mesos. [6] No es converteix en una larva braquiolària com en el cas de la majoria de les estrelles de mar. En canvi, s'instal·la sobre el fons marí i es produeix la metamorfosi.